# Wielki Szott
Wielki Szott, Szatt al-Dżarid (arab. ‏شط الجريد‎) – bezodpływowe, słone jezioro w środkowo-zachodniej Tunezji. Położone w kotlinnym obniżeniu terenu.
Jezioro stanowi największy słony obszar na Saharze, liczący według różnych źródeł od 5000 km² do 7000 km² powierzchni. Ze względu na ekstremalne warunki klimatyczne, średnie roczne opady sięgające zaledwie ok. 100 mm i temperatury dochodzące do 50 °C, woda wyparowuje z jeziora. W miesiącach letnich jezioro wysycha niemal zupełnie.
Na południe od Szatt al-Dżarid zaczyna się pustynia Wielki Erg Wschodni, tam też rozlokowane są największe miasta przybrzeżne: Kibili i Duz.
Jezioro można pokonać pieszo lub przemieszczając się samochodem, nie jest to jednak zbyt bezpieczne i wygodne ze względu na nie zawsze trwałą powierzchnię soli, która dodatkowo zasypywana jest piaskiem.
Jezioro zostało wykorzystane na plener serii filmów Gwiezdne Wojny

## Linki zewnętrzne

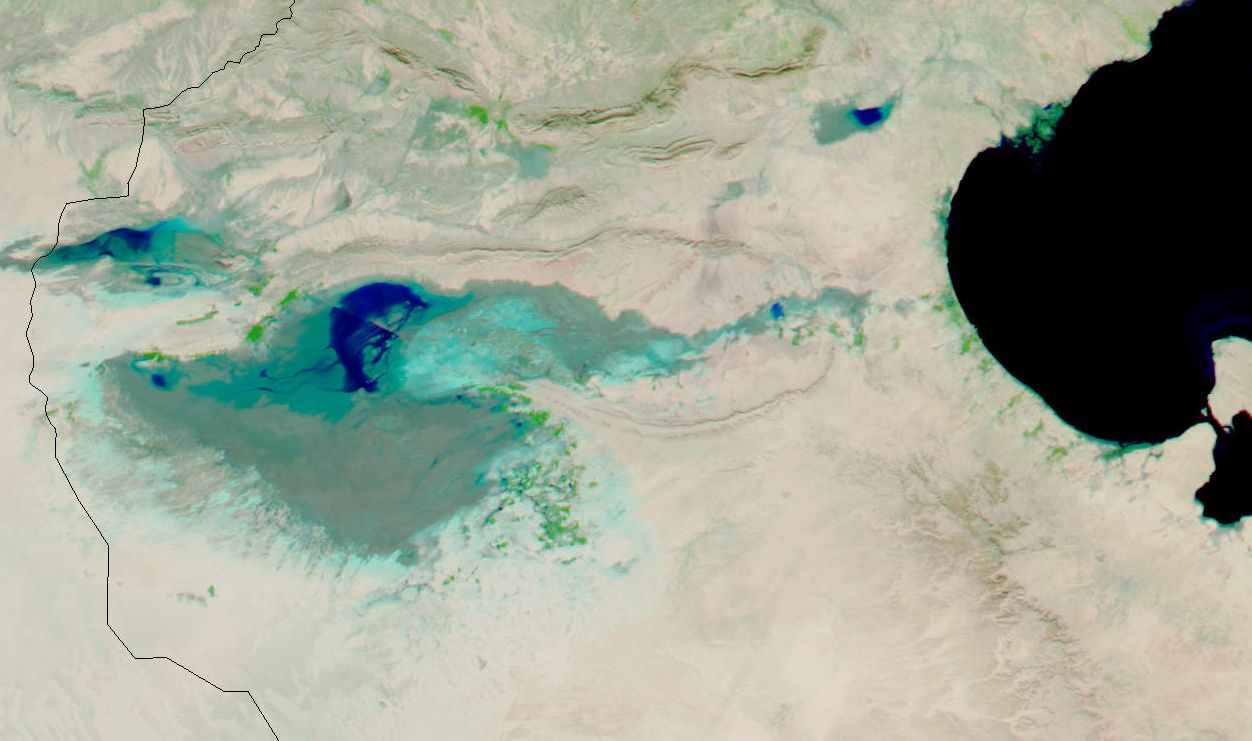
Zdjęcie satelitarne z naniesioną granicą Tunezji